# Puchar COSAFA 2005
COSAFA Cup 2005 – dziewiąty południowoafrykański turniej, którego mecze odbywały się w dniach 26 lutego-14 sierpnia 2005 roku. W pucharze brało udział 13 reprezentacji:
- Angola
- Botswana
- Lesotho
- Madagaskar
- Malawi
- Mauritius
- Mozambik
- Namibia
- Południowa Afryka
- Seszele
- Suazi
- Zambia
- Zimbabwe

Zwycięzcą rozgrywek zostało Zimbabwe.

## Faza grupowa

### Grupa A

#### Półfinały
26 lutego 2005
| Seszele           | 0 – 3 (0-3) | RPA                 | George V Stadium, Curepipe, Mauritius Sędzia: Ahmad Roheemun (Mauritius) Widzów: 3000 |
|                   |             | Katlego Mphela 12′  |                                                                                       |
|                   |             | Katlego Mphela 16′  |                                                                                       |
|                   |             | Lerato Chabangu 44′ |                                                                                       |
| Mauritius         | 2 – 0 (1-0) | Madagaskar          | George V Stadium, Curepipe, Mauritius Sędzia: Mbongseni Fakude (Suazi) Widzów: 3000   |
| Kersley Appou 44′ |             |                     |                                                                                       |
| Jerry Louis 48′   |             |                     |                                                                                       |

#### Finał
27 lutego 2005
| Mauritius | 0 – 1 (0-1) | RPA                | George V Stadium, Curepipe, Mauritius Sędzia: Tabani Mnkantjo (Zimbabwe) Widzów: 3500 |
|           |             | Katlego Mphela 36′ |                                                                                       |

### Grupa B

#### Półfinały
16 kwietnia 2005
| Mozambik          | 0 – 3 (0-0)       | Zimbabwe                 | Independence Stadium, Windhuk, Namibia Sędzia: Arvo Mufeti (Namibia) Widzów: 6000  |
|                   |                   | Cephas Chimedza (66′ k.) |                                                                                    |
|                   |                   | Cephas Chimedza (78′)    |                                                                                    |
|                   |                   | Sageby Sandaka (82′)     |                                                                                    |
| Namibia           | 1 – 1 (1-0)       | Botswana                 | Independence Stadium, Windhuk, Namibia Sędzia: Mohau Sentso (Lesotho) Widzów: 6000 |
| Henrico Botes 35′ |                   | Moemedi Moatlhaping 90′  |                                                                                    |
|                   | Rzuty karne 1 – 2 |                          |                                                                                    |

#### Finał
17 kwietnia 2005
| Botswana | 0 – 2 (0-1) | Zimbabwe           | Independence Stadium, Windhuk, Namibia Sędzia: Jose Mavunza (Angola) Widzów: 2000 |
|          |             | Brian Badza 21′    |                                                                                   |
|          |             | Sageby Sandaka 58′ |                                                                                   |

### Grupa C

#### Półfinały
11 czerwca 2005
| Lesotho             | 1 – 2 (0-0) | Malawi              | Woodlands Stadium, Lusaka, Zambia Sędzia: Wilson Mpanisi (Zambia) Widzów:?   |
| Refiloe Potse 46′   |             | Daniel Chitsulo 54′ |                                                                              |
|                     |             | Jimmy Zakazaka 73′  |                                                                              |
| Zambia              | 3 – 0 (1-0) | Suazi               | Woodlands Stadium, Lusaka, Zambia Sędzia: Biggie Chidoda (Botswana) Widzów:? |
| Collins Mbesuma 44′ |             |                     |                                                                              |
| Collins Mbesuma 46′ |             |                     |                                                                              |
| Rainford Kalaba 56′ |             |                     |                                                                              |

#### Finał
12 czerwca 2005
| Zambia              | 2 – 1 (0-0) | Malawi          | Woodlands Stadium, Lusaka, Zambia Sędzia: Jonas Nhlapo (RPA) Widzów:? |
| Collins Mbesuma 79′ |             | John Maduka 55′ |                                                                       |
| Collins Mbesuma 85′ |             |                 |                                                                       |

## Turniej Finałowy

### Półfinały
13 sierpnia 2005
| Angola                    | 1 – 2 (0-0)       | Zimbabwe                    | Mmabatho Stadium, Mafikeng, RPA Sędzia: Patrick Kapanga (Malawi) Widzów:?         |
| Love 52′                  |                   | Francis Chandida 59′        |                                                                                   |
|                           |                   | Sageby Sandaka 76′          |                                                                                   |
| RPA                       | 2 – 2 (0-2)       | Zambia                      | Mmabatho Stadium, Mafikeng, RPA Sędzia: Florant Raolimanana (Madagaskar) Widzów:? |
| Lungisani Ndlela 63′      |                   | James Chamanga 18′          |                                                                                   |
| Christopher Katongo 24′   |                   | Abram Raselemane 68′        |                                                                                   |
|                           | Rzuty karne 8 – 9 |                             |                                                                                   |
| Ricardo Katza – gol       |                   | Elijah Tana – gol           |                                                                                   |
| Abram Raselemane – gol    |                   | Ian Bakala – gol            |                                                                                   |
| Benedict Vilakazi – gol   |                   | Clifford Mulenga – gol      |                                                                                   |
| Rene Richards – gol       |                   | Rainsford Kalaba – niecelny |                                                                                   |
| Phil Evans – niecelny     |                   | Laughter Chilembi – gol     |                                                                                   |
| Rowen Fernandez – gol     |                   | Joseph Musonda – gol        |                                                                                   |
| Daine Klate – gol         |                   | Christopher Katongo – gol   |                                                                                   |
| Bevan Fransman – gol      |                   | Boyd Mwila – gol            |                                                                                   |
| Lungisani Ndlela – gol    |                   | Misheck Lungu – gol         |                                                                                   |
| Craig Bianchi – obroniony |                   | Kennedy Mweene – gol        |                                                                                   |

### Finał
| Zambia | 0 – 1 (0-0) | Zimbabwe             | Mmabatho Stadium, Mafikeng, RPA Sędzia: Antonio Massango (Mozambik) Widzów: 1000 |
|        |             | Francis Chandida 84′ |                                                                                  |

## Strzelcy
- 4 gole
  -  Collins Mbesuma
- 3 gole
  -  Katlego Mphela
  -  Sageby Sandaka
- 2 gole
  -  Cephas Chimedza
  -  Francis Chandida
- 1 gol
  -  Lerato Chabangu
  -  Kersley Appou
  -  Jerry Louis
  -  Henrico Botes
  -  Moemedi Moatlhaping
  -  Brian Badza
  -  Refiloe Potse
  -  Daniel Chitsulo
  -  Jimmy Zakazaka
  -  Rainsford Kalaba
  -  John Maduka
  -  Love
  -  Lungisani Ndlela
  -  Abram Raselemane
  -  James Chamanga
  -  Christopher Katongo